# British Columbia Highway 37
Der British Columbia Highway 37 ist eine 873 km lange Straßenverbindung im Hinterland der Coast Mountains von British Columbia und stellt die Verbindung zwischen dem Yellowhead Highway sowie dem Alaska Highway her. Der nördliche Abschnitt zwischen Kitwanga und der Einmündung in den Alaska Highway wird auch als Cassiar Highway oder Stewart-Cassiar Highway bezeichnet.
Der Highway ist dabei zwischen der Kreuzung mit dem Highway 16 und Kitimat (Kreuzung „Nalabila Boulevard“), als sogenannte Feeder Route, sowie zwischen der Kreuzung mit dem Highway 16 und der Kreuzung mit dem Highway 97, als sogenannte Northern and Remote Route, Bestandteil des kanadischen National Highway System.

## Verlauf
Der Highway, der mit Ausnahme der Atlin Road (Yukon Highway 7), eines kurzen Abschnitts des South Klondike Highways und eines kurzen Abschnitts der Haines Highways (Alaska Highway 7/Yukon Highway 3) die einzige Straßenverbindung im Nordwesten der Provinz darstellt, ist eine Alternativroute zum Alaska Highway.
Der eigentliche Highway 37 gliedert sich in die Abschnitte:
- Highway 37 South zwischen Kitimat und Thornhill (61 km)
- Highway 37/Highway 16 zwischen Thornhill und Kitwanga (91 km)
- Highway 37 North zwischen Kitwanga und der Grenze zum Yukon Territory (720 km)
- Yukon Highway 37 zwischen der Grenze zu British Columbia und den Highway 37 Services am Alaska Highway (4 km)

Im Mittelabschnitt des Highways zwischen Thornhill und der Brücke nach Kitwanga entspricht der Straßenverlauf dem Yellowhead Highway im Tal des Skeena River.
Die zum System des Highways 37 zählenden Nebenstrecken besitzen den folgenden Verlauf:
- Highway 37 A (auch Stewart Highway oder Glacier Highway genannt) zwischen Meziadin Junction und Stewart/Hyder (Alaska – 65 Kilometer)
- Salmon Glacier Road zwischen Hyder und Summit Viewpoint (37 Kilometer)
- Telegraph Creek Road (in manchen Quellen als Highway 51 bezeichnet) zwischen Dease Lake und Telegraph Creek (113 Kilometer) beziehungsweise Glenora (130 Kilometer)

### Highway 37 South
Der Highway 37 beginnt in der erst in den 1950er-Jahren gegründeten Stadt Kitimat, die heute etwa 9.000 Einwohner zählt und einer der bedeutendsten Häfen an der Küste des Pazifik ist. Die Straße verläuft für fast 30 Kilometer durch das Tal des Kitimat River, bevor er nahe dem Onion Lake auf einem niedrigen Pass zum Tal des Lakelse River eintritt. Er folgt dem Ostufer des Lakelse Lake (Lakelse Lake Provincial Park) und trifft bei Thornhill am Südufer des Skeena River nach einer Strecke von rund 60,5 Kilometer auf den Yellowhead Highway, diesem folgt er bis Gitwangak.

### Cassiar Highway/Highway 37 North

#### Yellowhead Highway bis Meziadin Junction

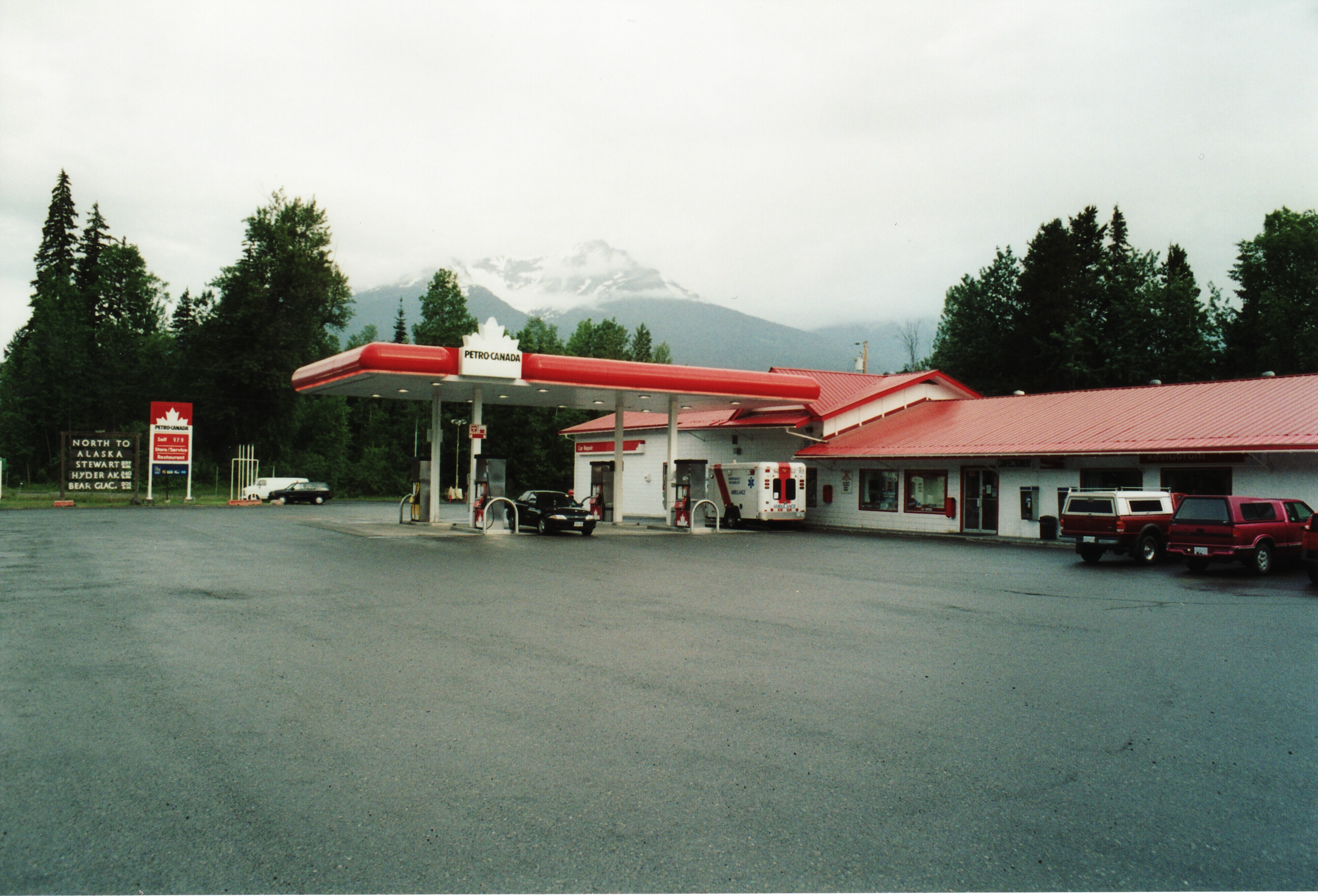
Tankstelle am Yellowhead Highway – Ausgangspunkt des Cassiar Highways

Am Kilometer 241 (von Prince Rupert, 479 km von Prince George) des Yellowhead Highway beginnt der Cassiar Highway mit einer Brücke über den Skeena River. Unmittelbar am Nordufer führt eine Zufahrt in das östlich gelegene Gitwangak, ein Camp der Gitxsan, das für seine anglikanische Kirche und seine Totempfähle bekannt ist, die auch den Rang eines National Historic Site haben.
4 km nach dem Überquerung der Brücke führt eine Zufahrt in westlicher Richtung nach Kitwanga, 2,5 km weiter nördlich folgt eine zweite Zufahrt. Nur wenige hundert Meter weiter führt eine Straße in östlicher Richtung am Nordufer des Skeena River entlang nach Hazelton. Diese Strecke war bis zur Fertigstellung der Brücke über den Skeena River südlich von Kitwanga bis 1979 die Hauptstrecke des Highways.
Die Straße folgt für etwa 35 km dem Tal des Kitwanga River, im Osten erhebt sich die Kisipox Range, westlich erheben sich die Gipfel der Nass Ranges.
Nach 21 km wird die nach Westen führende Zufahrt nach Gitanyow – früher Kitwancool genannt – eine Siedlung der Gitxsan, etwa 3,5 km von der Straße entfernt, erreicht. Dieses Dorf ist für die Vielzahl und den Formenreichtum seiner Totempfähle in der ganzen Provinz berühmt, daneben gibt es ein kleines Museum. Eine weitere Zufahrt mündet bei Kilometer 26. Für 384 km ist dies die letzte Siedlung an oder nahe der Hauptroute des Highways 37.
Die Straße passiert den Kitwancool Lake, die alte Route des Highways führt näher am Seeufer entlang, ist aber nur für Fahrzeuge mit Vierradantrieb nutzbar. Über eine nicht sehr ausgeprägte Passhöhe führt die Route in das Tal des Cranberry River, der bei Kilometer 63 erstmals überquert wird.
Bei Kilometer 76 – Cranberry Junction genannt – wird die Einmündung der Nass FS Road – auch Nisga'a Highway genannt – die Verbindung mit New Aiyansh (62 km) und Terrace (159 km) erreicht, direkt dahinter folgt die zweite Brücke über den Cranberry River.
Die Straße steigt für eine kurze Zeit an, überquert den Derrick Creek und führt hinab in das Tal des Nass River. Bei Kilometer 86 überquert eine Hochspannungsleitung der Gesellschaft BC Hydro die Straße. Etwa ab Kilometer 108 wird bei guter Sicht in nordwestlicher Richtung das Cambria-Eisfeld sichtbar.
Bei Kilometer 139 erreicht die Straße das Elsworth Logging Camp, das auch Dienstleistungen für Reisende bietet. Bei Kilometer 142 überquert der Highway auf einer einspurigen 122 m langen Brücke den 40 m tiefer gelegenen Nass River. Zwei weitere Brücken bei Kilometer 151 und 153 überqueren den Tintina Creek und den Hanna Creek South, wobei insbesondere die zweite Brücke im Juli und August eine optimale Aussicht auf hier laichende Rotlachse und die ihnen nachstellenden Grizzly-Bären bietet.

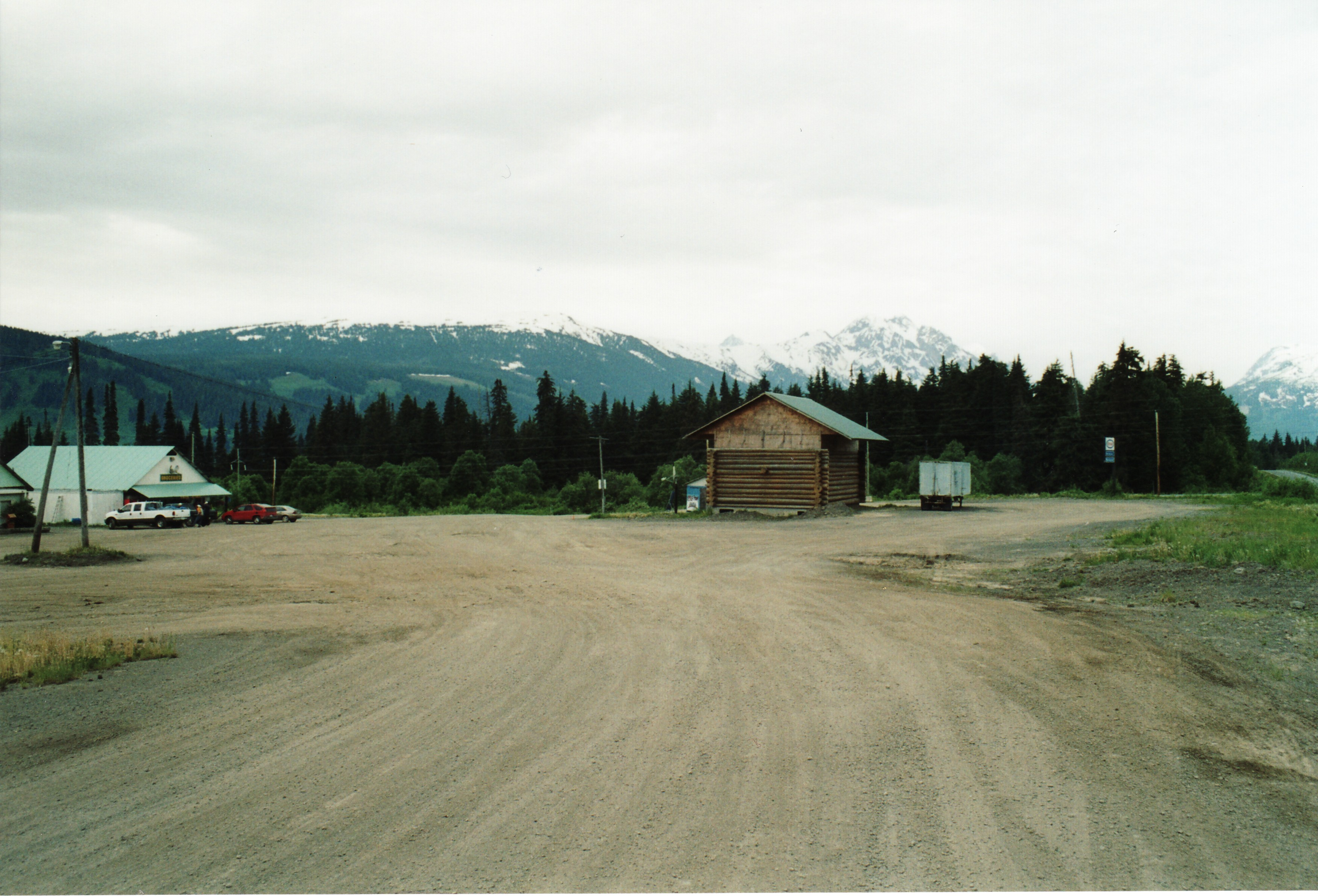
Meziadin Junction

Bei Kilometer 156 wird Meziadin Junction – eine kleine Raststätte – erreicht, der Highway 37A nach Stewart und Hyder biegt nach Westen in das Tal des Strohn Creek ab, der Highway 37 in Richtung Dease Lake biegt rechts ab.
Der Highway 37 bietet in dem Bereich zwischen seiner Einmündung in den Yellowhead Highway und Meziadin Junction Zugang zu einigen Naturparks und zu einigen Orten kulturhistorischer Bedeutung:
- Kitwanga Mountain Provincial Park
- Gitwangak Battle Hill – eine Festung der Gitxsan, heute eine National Historic Site of Canada
- Gitanyow – ein Dorf der Gitxsan, heute eine National Historic Site of Canada
- Swan Lake Kisipox River Provincial Park
- Meziadin Lake Provincial Park

Der Versorgung des Reisenden stehen folgende Einrichtungen zur Verfügung:
- Kilometer 0 – Tankstelle, Reparaturen, Einkaufsmöglichkeiten, Telefon
- Kilometer 139 – Meziadin Lake General Store – Tankstelle, Restaurant, Motel, Camping, Einkaufsmöglichkeiten, Telefon, Post
- Kilometer 156 – Meziadin Junction Esso – Tankstelle, Reparaturen (Reifen), Restaurant, Camping

#### Meziadin Junction bis Dease Lake
Der Abschnitt zwischen Meziadin Junction und Dease Lake ist eine der einsamsten Straßen Kanadas, die aber inzwischen auch vollständig asphaltiert ist. Die erste markante Wegmarke wird bei Kilometer 165 mit der Brücke über den Hanna Creek North erreicht, auch dieser ist für Lachse und Bären bekannt. Westlich der Strecke erhebt sich der Mount Pattullo (2729 m), nach 189 km wird der Bell-Irving River erstmals überquert, der Cassiar Highway folgt dem Verlauf dieses Nebenflusses des Nass River für etwa 60 km. Westlich der Straße befindet sich der Bowser Lake; das Tal des Bowser River, der vom Frank Mackie Glacier gespeist wird, stellt eine Verbindung nach Granduc am Ende der Salmon Glacier Road dar.

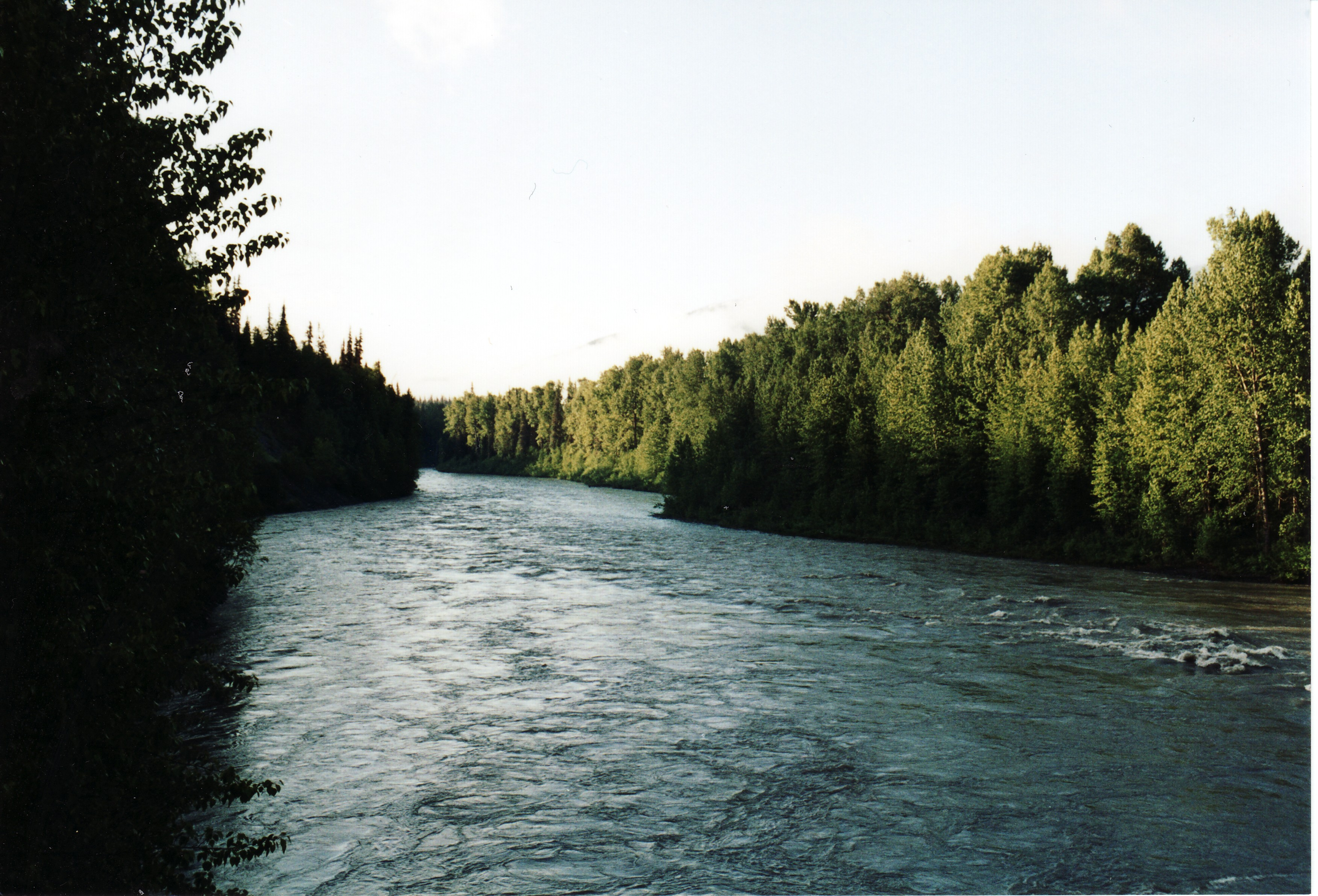
Bell-Irving River

Einige der in den westlich der Straße verlaufenden Bell-Irving River mündenden Flüsse werden auf hölzernen Brücken aus der Bauzeit dieses Highways überquert, bei Kilometer 246 wird ein Parkplatz am Hodder Lake erreicht, auf dem sich ein Informationsstand und eine Möglichkeit zu Einsetzen von Booten in den See bietet. Die zweite Überquerung des Bell-Irving Rivers erfolgt bei Kilometer 249, die Straße wendet sich kurz nach Westen und verläuft am Nordufer des Flusses zur Bell II Lodge.
Die Straße erklimmt nun im engen Tal des Snowbank Creek den Ningunsaw Pass (Kilometer 275, 466 m), der die Flusssysteme des Nass River und des Stikine River voneinander trennt, durch das Tal des Ningunsaw River wird das Tal des Iskut River erreicht. Der bei Kilometer 289 erreichte Echo Lake bietet Überreste der Yukon Telegraph Line und einen großartigen Ausblick auf die Coast Mountains. Die Bob Quinn FS Road zweigt bei Kilometer 294 nach Westen ab und eröffnet in ihrer Verlängerung als Iskut Mining Road einen ganzjährig befahrbaren Zugang zu den Goldfeldern südwestlich des Ningunsaw River und im Eskay Creek. Zwischen Kilometer 294 und 297 sind verschiedene Einrichtungen, die teilweise im Zusammenhang mit diesen Bergbauaktivitäten stehen, wie einen Landeplatz für Kleinflugzeuge und eine Straßenmeisterei, die im Notfall auch für Reparaturen zur Verfügung steht.
Ab Kilometer 314 wird eine deutliche Änderung der Vegetation sichtbar, während im bisherigen Verlauf der pazifische, temperierte Regenwald mit Riesen-Lebensbäumen und Hemlocktannen vorherrschte, geht die Vegetation nun zusehends in die der borealen Zone über, die von Schwarz-Fichte und Weiß-Fichte beherrscht wird, vereinzelt zeigen sich Küsten-Kiefer und amerikanische Zitter-Pappel. Beidseits der Straße zeigen sich die Zeichen des so genannten Iskut Burn, einem Brand, der von einem Blitzschlag ausgelöst wurde und der 1958 eine Fläche von etwa 320 km² vernichtete und dem größten Bestand von Heidelbeeren Raum schuf. Der Highway verläuft durch das Tal des Iskut River, östlich erheben sich die Skeena Mountains, deren Gipfel – wie der R. N. Mountain (2106 m) und Mount Pinhorn (2236 m) – teilweise in steilen Klippen abfallen, westlich erhebt sich die Spectrum Range mit dem Hankin Peak (2576 m), erst am Ende des Tals wird bei guter Sicht im Nordwesten der Mount Edziza (2787 m) sichtbar. Der Highway steigt leicht an, im oberen Tal des Iskut River werden einige größere Seen erreicht, bei Kilometer 358 befindet sich ein Parkplatz am Ausgangspunkt eines kurzen Wanderweges zum Natadesleen Lake, bei Kilometer 392 mündet eine Straße zum zwölf Kilometer entfernten Ealue Lake ein.
Die erste Ansiedlung am Highway 37 nördlich von Gitanyow – Iskut – wird bei Kilometer 406 erreicht. Nur wenige Kilometer nördlich wird der rund 1100 m hohe Pass zwischen Zechtoo Mountain (1782 m) und Mount Poelzer (2169 m) überwunden, der die Täler des Iskut River und des Stikine River voneinander trennt. Ein Aussichtspunkt 17 km nördlich von Iskut bietet bei gutem Wetter einen schönen Ausblick auf den inaktiven Vulkan Mount Edziza und die Schlackenkegel in dessen Massiv. Kurz dahinter beginnt der Abstieg zum Stikine River, der bei Kilometer 437 Kilometer überquert wird.
Jenseits des Flusses beginnt der Anstieg zum Gnat Pass (1241 m, 468 km), die östlich des Highways sichtbar werdende Schneise stammt von einem 1977 aufgegebenen Projekt der BC Rail zur Anbindung von Dease Lake an das Eisenbahnnetz bei Fort St. James. Dabei wurde über weite Strecken das Gleisbett bereits gebaut, Gleise wurden jedoch nicht verlegt. Die Straße fällt nach dem Überqueren des Passes, der den höchsten Punkt des gesamten Straßenverlaufes darstellt, steil in Richtung des Tanzilla River ab, der bei Kilometer 479 überquert wird.
Einige Straßen, die lokalen Minenprojekten und der Forstwirtschaft dienen, gehen kurz nach der Überquerung des Dalby Creek in östlicher Richtung ab. Der nun folgende Hügel, dessen Kuppe auf einer Höhe von 820 m überquert wird, ist die kontinentale Wasserscheide zwischen dem Pazifischen und dem Arktischen Ozean. Nur einen Kilometer weiter nördlich wird bei Kilometer 488 die Ortschaft Dease Lake erreicht.
Der Highway berührt einige Naturschutzgebiete:
- Ningunsaw Provincial Park
- Iskut Hot Springs Provincial Park
- Kinaskan Lake Provincial Park
- Todagin South Slope Provincial Park
- Stikine River Provincial Park

Daneben sind einige Provinzparks, die über keine Anbindung an das Straßensystem verfügen, vom Cassiar Highway aus erreichbar:
- Mount Edziza Provincial Park
- Spatsizi Plateau Provincial Wilderness Park

Die Zahl der Services ist begrenzt:
- Kilometer 249 – Bell II Lodge – Tankstelle, Restaurant, Motel, Camping, Einkaufsmöglichkeiten, Telefon
- Kilometer 353 – Willow Ridge Resort – Motel, Camping, Einkaufsmöglichkeiten
- Kilometer 391 – Tatogga Lake Resort – Tankstelle, Reparaturen, Restaurant, Motel, Camping, Einkaufsmöglichkeiten, Telefon
- Kilometer 403 – Red Goat Lodge – Motel, Hostel, Camping, Telefon
- Kilometer 406 – Iskut – Tankstelle, Reparaturen, Restaurant, Motel, Camping, Einkaufsmöglichkeiten, Post, Telefon
- Kilometer 408 – Mountain Shadow RV Park & Campground – Motel, Camping, Telefon

#### Dease Lake bis Alaska Highway
Nördlich von Dease Lake zieht sich der Highway östlich des gleichnamigen, rund 40 km langen Sees entlang durch ein breites Tal des Tanzilla Plateau, rund 20 km nördlich der Ortschaft ergibt sich ein schöner Blick auf den See, der für bis über zehn Kilogramm schwere Saiblinge bei Anglern geschätzt wird.
Bei Kilometer 532 kann man am anderen Seeufer nahe der Mündung des Dease Creek die Reste der Ortschaft Laketon erkennen, die während des Cassiar-Goldrausches 1872 bis 1880 Sitz der lokalen Administration war. Auch heute noch wird in zahlreichen Zuflüssen des Sees nach Gold gesucht. Ab dem nördlichen Ende des Sees verläuft die Straße für etwa 50 km im Tal des Dease River, der hier einen Übergang über die Cassiar Mountains bildet. Dieser Fluss ist im Sommer Ziel vieler Angler, die hier Saiblingen, Äschen und Hechten nachstellen.
Bei Kilometer 556 quert man den hier zum Joe Irwin Lake verbreiterten Dease River und wechselt auf dessen Nordufer, bei Kilometer 563 erreicht man den Pine Tree Lake zu Füßen der Skree Range. Eine Wendung nach Westen führt den Highway aus dem Tal des Dease River in das des Cottonwood River, dieser Flusslauf wird bei Kilometer 581 überquert. Die Straße führt nun nach Norden über eine nicht benannte Passhöhe in ein Tal, in dem zahlreiche kleine Seen, wie der Simmons Lake, die Twin Lakes und der Vines Lake, zu finden sind.

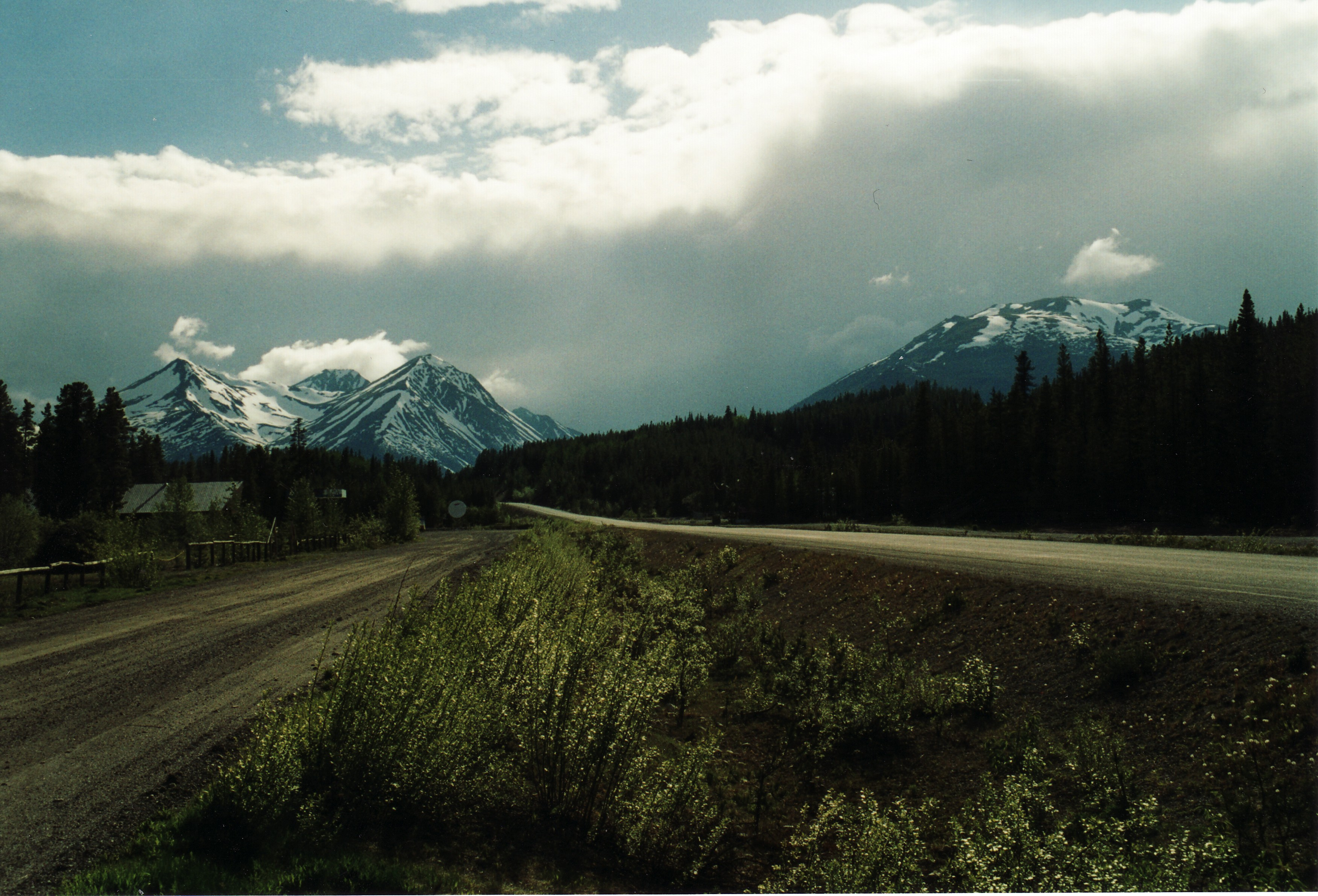
Gewitterstimmung über dem Cassiar Highway bei Jade City

Ab Kilometer 600 werden wieder verstärkt Zeichen bergbaulicher Aktivitäten in der Nähe des Highways sichtbar. Im Massiv des Blackfox Mountain zeigt sich die Cusak Goldmine, das in der Umgebung geförderte Gold wird hier angereichert. Jade City, mit im Sommer rund 15 Einwohnern die zweitgrößte Siedlung dieses Straßenabschnitts, wird bei Kilometer 602 erreicht. Die hier ausgestellten Blöcke grüner Jade entstammen größtenteils der Princess-Jademine, einem der weltgrößten Abbaugebiete in den Stikine Ranges der Cassiar Mountains, rund 130 km südöstlich.
Nach weiteren zwei Kilometern wird Cassiar Junction erreicht, von hier führt die Cassiar Road über 15 km nach Nordosten zur ehemaligen Kleinstadt Cassiar, die nach der Schließung der dortigen Asbestmine im März 1992 aufgegeben wurde. Die Stadt, in der noch etwa 20 Menschen leben, darf nicht betreten werden. Die Mine lieferte hochreines Chrysotil, die heutigen Einwohner sind mit der Bewachung der Liegenschaft und der Rekultivierung der Mine beschäftigt.
Auf das bei Kilometer 618 erreichte Centreville verweist eine Inschrift auf am Straßenrand zurückgelassenes Minen-Equipment, es war einst eines der wichtigsten Zentren des Goldabbaus der Region, das größte Nugget aus reinem Gold in British Columbia wurde 1877 von Alfred Freeman hier gefunden, es wog 72 Unzen (rund zwei Kilogramm). Auch heute befinden sich hier noch Goldminen.
Good Hope Lake, eine Ansiedlung der Kaska, die in den letzten Jahren einem erheblichen Bevölkerungsschwund unterzogen war – von 75 Einwohnern 2001 auf 32 Einwohner im Jahr 2006 –, wird bei Kilometer 625 erreicht, über eine 14,5 km lange, unbefestigte Straße kann McDame Post, ein ehemaliger Handelsposten der Hudson’s Bay Company an der Einmündung des McDame Creeks in den Dease River erreicht werden, der sich zum Angeln und Jagen eignet.
Entlang dem Highway, der sich nun wieder dem breiten Tal des Dease River nährt, befinden sich mehrere malerische Seen, Aeroplane Lake (Kilometer 628), Mud Lake (Kilometer 632) und Boya Lake (Kilometer 639). Von Kilometer 639 ergibt sich ein Ausblick auf die Horseranch Range (2333 Meter), ein aus kambrischen Gesteinen bestehender Gebirgszug, der reich an seltenen Mineralien, wie Turmalin, Granat, Feldspat und Beryll ist. Ab Kilometer 650 treten die Cassiar Mountains zurück, der Highway erreicht das Tal des Dease River, der hier die Grenze des Yukon-Plateau bildet.
Im folgenden Abschnitt quert die gut ausgebaute Straße mehrere Flüsse, die durch die hügelige Landschaft in Richtung des Dease River fließen, dessen Westufer der Highway ab etwa Kilometer 680 verlässt. Die wichtigsten Wasserläufe, die die Straße überquert sind der Baking Powder Creek (Kilometer 653), der French Creek (Kilometer 665), der Twentyeight Mile Creek (Kilometer 677), der Blue River (Kilometer 691), der Mud Hill Creek (Kilometer 700) und der Cormier Creek (Kilometer 714).
Bei Kilometer 720 wird die Grenze zwischen der Provinz British Columbia und dem Yukon Territory am sechzigsten Breitengrad erreicht, von hier bis zur Einmündung auf den Alaska Highway 22 Kilometer westlich der Stadt Watson Lake sind noch 4,5 km zurückzulegen.
In diesem 236 km langen Abschnitt des Highway 37 wird nur der Boya Lake Provincial Park berührt, zum Tuya Mountains Provincial Park bestehen von Dease Lake aus Möglichkeiten einer Anreise per Buschflugzeug.
Die Zahl der Raststätten ist auch in diesem Abschnitt begrenzt:
- Kilometer 556 – Dease River Crossing RV & Campground – Tankstelle, Motel, Camping, Einkaufsmöglichkeiten, Telefon
- Kilometer 572 – Mosse Meadows – Camping, Telefon
- Kilometer 602 – Jade City – Tankstelle, Camping, Einkaufsmöglichkeiten, Telefon
- Kilometer 724 – Junction 37 Services – Tankstelle, Motel, Camping, Restaurant, Einkaufsmöglichkeiten, Telefon

Möglicherweise ist auch in Good Hope Lake (Kilometer 625) Treibstoff verfügbar.

### Highway 37A und Salmon Glacier Road
Der Highway 37A verläuft in westlicher Richtung von der Meziadin Junction über Stewart zur Grenze nach Alaska.

### Telegraph Creek Road

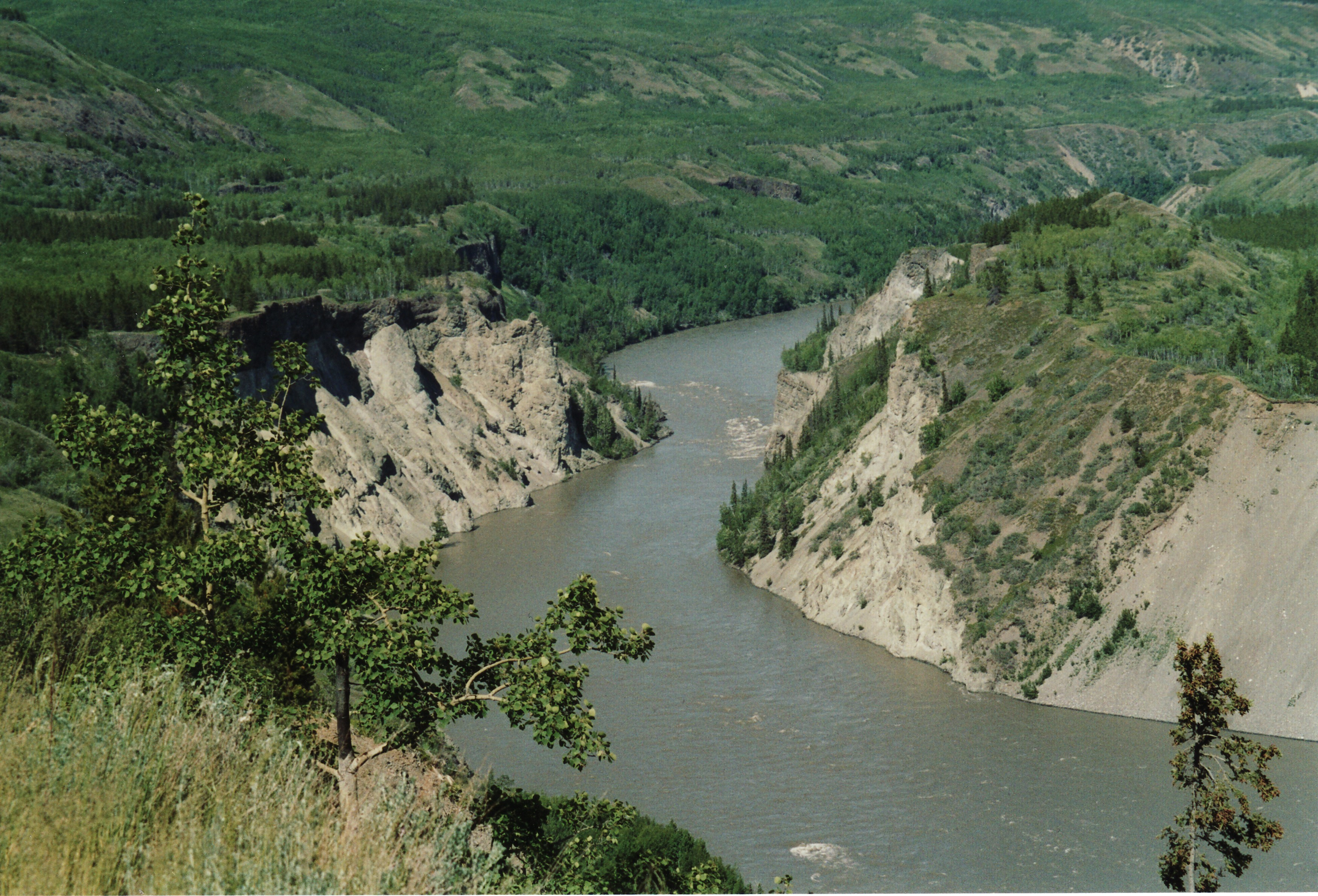
Grand Canyon of the Stikine nahe Telegraph Creek

Die Telegraph Creek Road ist eine nicht befestigte Straße, die von Dease Lake nach Telegraph Creek beziehungsweise Glenora am Stikine River führt. Sie gilt mit ihren engen, steilen Abschnitten als Herausforderung, kann aber im Normalfall mit normalen Fahrzeugen befahren werden. Doch sollte eine Mindestfahrzeit von zwei Stunden in jeder Richtung eingeplant werden.
Nach fünf Kilometern endet die Schwarzdecke, doch ist die Straße auch ab hier außer im Winter und nach starken Regenfällen für normale Fahrzeuge nutzbar. Die Straße überquert das Tanzilla Plateau, das größtenteils mit dichtem Nadelwald bedeckt ist, am nordwestlichen Ufer des Tanzilla River, der öfters direkt neben der Straße verläuft. Der ebene Straßenverlauf wird immer wieder durch Seitenflüsse unterbrochen, die auf teilweise einspurigen Brücken überwunden werden – Tatsho Creek (12 km), 16 Mile Creek (26 km), Augustchilde Creek (28 km), 19 Mile Creek (30 km) und 22 Mile Creek (32 km). Bei Kilometer 58 beginnt Cariboo Meadows, das Gebiet eines Waldbrandes, das sich für fast 20 km beiderseits der Straße erstreckt, die bei Kilometer 59 in die Stikine River Recreation Area eintritt. Hier befindet sich ein ausgezeichneter Aussichtspunkt auf den nördlich verlaufenden Tuya River auf einem kleinen Hügel oberhalb eines Parkplatzes. Bei Kilometer 73 beginnt das steile und enge Gefälle zum Tuya River, der bei Kilometer 76 überquert wird. Bei Kilometer 82 biegt die Zufahrt zur Golden Bear Mine ab, direkt dahinter beginnt der Abstieg in das Tal des Stikine River oberhalb von Day's Ranch.
Bei Kilometer 89 befindet sich ein weiterer Aussichtspunkt, von dem man das westliche Ende des Grand Canyon of the Stikine River und die Basaltformationen am Südufer überblicken kann. Bis zum Beginn des Abstiegs zum Tahltan River verläuft der Highway auf einem nur wenige Meter breiten Grat oberhalb der eindrucksvollen Schluchten von Stikine und Tahltan River, letzterer wird bei Kilometer 91 überquert. Am Fluss befinden sich Räucherhütten der hier ansässigen Tahltan, in der Saison werden hier frischer und geräucherter Lachs angeboten.
Die Straße steigt wieder auf ein Niveau von etwa 120 Meter über dem Stikine River an und passiert die oberhalb gelegene Siedlung Tahltan, die nicht betreten werden darf (Kilometer 97). Nach 100 km wird die Eightmile Creek Bridge passiert, von ihr und einem nahe gelegenen Aussichtspunkt ergeben sich schöne Ausblicke auf das Tal des Stikine River, das Massiv des Mount Edziza im Südwesten und einen Wasserfall, der spektakulär am Südufer in den Fluss stürzt. Bei Kilometer 111 wird Telegraph Creek erreicht, die Straße ins Zentrum dieser Siedlung führt in einigen Spitzkehren in Richtung des Flusses, die Straße in Richtung Glenora, das nach weiteren 19 km erreicht wird, verläuft weiter oberhalb des Flusses.

## Geschichte

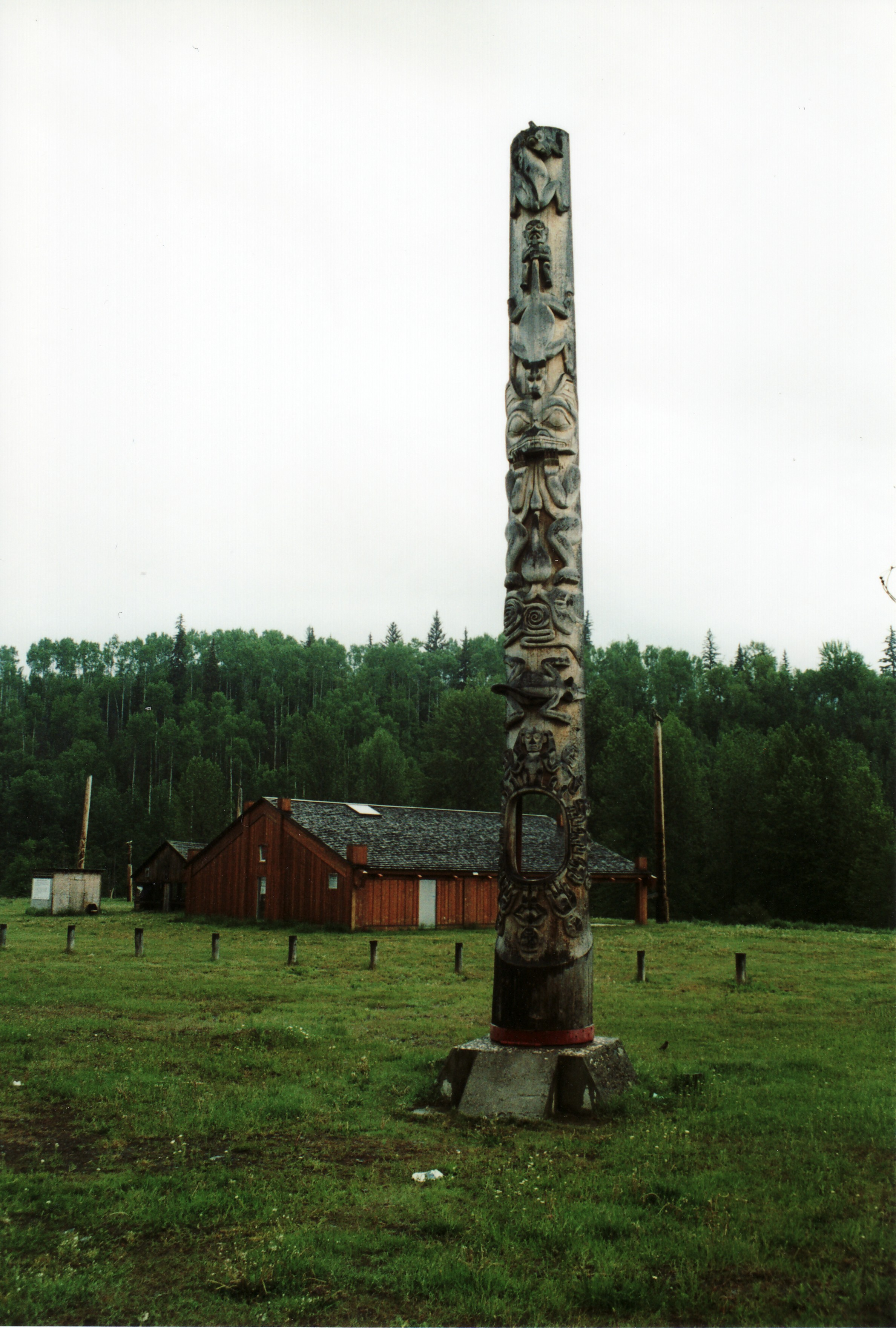
Totempfahl in Kitwancool

Die älteste Straßenverbindung im System des Cassiar Highway ist die Telegraph Creek Road, deren Bau im Jahr 1922 abgeschlossen wurde und einen einfachen Übergang zwischen den Systemen des Stikine River und des Liard River ermöglichen sollte. Auch bis weit nach der Eröffnung des Alaska Highways blieben im Nordwesten der Provinz British Columbia Flüsse die wichtigsten Transportwege. Erst der zunehmende Abbau von Bodenschätzen in industriellem Maßstab und die Erschließung der unberührten Wälder brachten das Erfordernis einer ganzjährig nutzbaren Straßenanbindung an die Systeme des Alaska Highways und des Yellowhead Highways. So erfolgte in den 1950er-Jahren zunächst der Ausbau der Straße vom Alaska Highway nahe Watson Lake nach Cassiar, um die dortigen Asbestminen an das Straßennetz anzubinden; diese Straße wurde zögerlich in den Folgejahren bis Dease Lake ausgebaut. Von Süden her – wo über den Highway 25 eine Anbindung der nördlich des Skeena River gelegenen Dörfer nach Hazelton bestand – erfolgte der Ausbau der vorhandenen Forestry Service Roads bis in die Gegend von Meziadin Junction.
Ende der 1960er Jahre begann der konsequente Ausbau der Strecke, bis 1972 war der Highway bis auf eine kurze Strecke südlich von Iskut und die Brücke über den Skeena River fertiggestellt, der Lückenschluss bei Iskut erfolgte 1973, die 1979 errichtete Brücke bei Kitwanga ersparte den Umweg über Hazelton.
Der Südabschnitt zur Anbindung von Kitimat an den Yellowhead Highway wurde erst 1986 vollendet.
Die in den Anfangsjahren noch abenteuerliche Reise wurde durch den zunehmenden Ausbau von Straße und Infrastruktur wesentlich erleichtert, nur wenige Abschnitte geben heute noch das Erscheinungsbild des Highways der 1970er-Jahre wieder.